# Joseba Andoni Leizaloa Azpiazu
Joseba Andoni Leizaloa Azpiazu (Sant Sebastià, 3 de gener de 1931) és un polític basc del Partit Nacionalista Basc (PNB). Va ser membre designat del Gipuzko Buru Batzar (GBB) del PNB entre 1986 i 1977 i membre elegit entre 1977 fins al 1980, que va ser elegit diputat del Parlament basc. Entre 1977 i 1978 va ser membre de l'Euzkadi Buru Batzar.